# العلاقات الغابونية الكندية
العلاقات الغابونية الكندية هي العلاقات الثنائية التي تجمع بين الغابون وكندا.

## مقارنة بين البلدين
هذه مقارنة عامة ومرجعية للدولتين:
| وجه المقارنة                                              | الغابون                        | كندا                     |
| --------------------------------------------------------- | ------------------------------ | ------------------------ |
| المساحة (كم2)                                             | 267.67 ألف                     | 9.98 مليون               |
| عدد السكان (نسمة)                                         | 2.03 مليون                     | 35.70 مليون              |
| الكثافة السكانية (ن./كم²)                                 | 7.58                           | 3.58                     |
| العاصمة                                                   | ليبرفيل                        | أوتاوا                   |
| اللغة الرسمية                                             | لغة فرنسية                     | لغة إنجليزية، لغة فرنسية |
| العملة                                                    | فرنك وسط أفريقي                | دولار كندي               |
| الناتج المحلي الإجمالي (بليون دولار)                      | 14.62 مليار                    | 1.65 تريليون             |
| الناتج المحلي الإجمالي (تعادل القوة الشرائية) بليون دولار | 34.65 مليار                    | 1.59 تريليون             |
| الناتج المحلي الإجمالي الاسمي للفرد دولار أمريكي          | 8.27 ألف                       | 43.25 ألف                |
| الناتج المحلي الإجمالي للفرد دولار أمريكي                 | 19.43 ألف                      | 45.07 ألف                |
| مؤشر التنمية البشرية                                      | 0.684                          | 0.913                    |
| رمز المكالمات الدولي                                      | +241                           | +1                       |
| رمز الإنترنت                                              | .ga                            | .ca                      |
| المنطقة الزمنية                                           | ت ع م+01:00، توقيت غرب أفريقيا |                          |

## منظمات دولية مشتركة
يشترك البلدان في عضوية مجموعة من المنظمات الدولية، منها:
| علم المنظمة | اسم المنظمة                               | تاريخ انضمام الغابون | تاريخ انضمام كندا |
| ----------- | ----------------------------------------- | -------------------- | ----------------- |
|             | مؤسسة التنمية الدولية                     | 4 نوفمبر 1963        | 24 سبتمبر 1960    |
|             | البنك الإفريقي للتنمية                    | ?                    | ?                 |
|             | يونسكو                                    | 16 نوفمبر 1960       | 4 نوفمبر 1946     |
|             | مؤسسة التمويل الدولية                     | 20 أكتوبر 1970       | 20 يوليو 1956     |
|             | منظمة حظر الأسلحة الكيميائية              | ?                    | ?                 |
|             | الأمم المتحدة                             | 20 سبتمبر 1960       | 9 نوفمبر 1945     |
|             | الاتحاد الدولي للاتصالات                  | 28 ديسمبر 1960       | 1 يوليو 1908      |
|             | منظمة الشرطة الجنائية الدولية             | ?                    | ?                 |
|             | البنك الدولي للإنشاء والتعمير             | 10 سبتمبر 1963       | 27 ديسمبر 1945    |
|             | الاتحاد البريدي العالمي                   | ?                    | ?                 |
|             | المركز الدولي لتسوية المنازعات الاستشارية | 14 أكتوبر 1966       | 1 ديسمبر 2013     |
|             | وكالة ضمان الاستثمار متعدد الأطراف        | 26 مارس 2003         | 12 أبريل 1988     |
|             | منظمة التجارة العالمية                    | ?                    | ?                 |
|             | الفريق المعني برصد الأرض                  | ?                    | ?                 |

## وصلات خارجية
- موقع وزارة الخارجية الكندية